# Klaus Wagenbach
Klaus Wagenbach (Berlino, 11 luglio 1930 – Berlino, 17 dicembre 2021) è stato un editore tedesco fondatore e proprietario di lunga data della casa editrice Wagenbach. Dopo 38 anni, ha consegnato la gestione a sua moglie Susanne Schüssler nel 2002.

## Biografia
Klaus Wagenbach era il secondo figlio dell'amministratore delegato dell'Associazione dei riformatori agrari tedeschi, impiegato di banca e poi politico della CDU Joseph Wagenbach e di sua moglie Margarete, nata Weißbäcker, operatrice telefonica.
Dal 1949 Wagenbach completò un apprendistato come venditore di libri presso le case editrici Suhrkamp e Fischer. Il suo insegnante e direttore di produzione, Fritz Hirschmann presso la S. Fischer Verlag, lo ha introdotto alla letteratura di Franz Kafka e ha suscitato il suo interesse per questo autore. Dal 1951 studiò tedesco, storia dell'arte e archeologia all'Università di Francoforte e nel 1957 conseguì il dottorato su Franz Kafka con Josef Kunz. Klaus Wagenbach divenne poi redattore presso il Modern Book Club di Darmstadt e, dalla fine del 1959, redattore per la letteratura tedesca presso S. Fischer Verlag di Francoforte sul Meno. Dopo che la casa editrice venne rilevata dal gruppo  Holtzbrinck Publishing Group e lui fu licenziato, nel 1964 Wagenbach fondò a Berlino la propria casa editrice, che mirava ai principi di "coscienza storica, anarchia, edonismo" e fu organizzata come collettivo dal 1970 al 1973.
Divenne una figura ben nota nell'opposizione extraparlamentare (APO) e nel movimento studentesco negli anni '60. Nel 1965, dopo aver respinto, come editore di Wolf Biermann, la richiesta personale del futuro vice ministro della cultura della DDR, Klaus Höpcke, di non stampare ulteriori edizioni del libro di Biermann Drahtharfe, Wagenbach ricevette il divieto di ingresso e di transito per la DDR,  che durò fino al 1972.
Legato all'Außerparlamentarische Opposition e al movimento studentesco, fu al centro delle cronache (anche giudiziarie). In diversi processi penali, Wagenbach fu difeso dall'allora avvocato berlinese Otto Schily. Nel 1974, per aver pubblicato, tra l'altro, un manifesto della RAF (Rote Armee Fraktion) fu condannato a nove mesi di reclusione, due anni con sospensione della pena, e riconosciuto colpevole di "istigazione a costituire un'organizzazione criminale, danneggiamento aggravato e semplice alle cose, furto, lesioni personali" e "violazione di domicilio”. Nel 1975 fu condannato a una multa di 1.800 DM per insulto e calunnia,  perché aveva descritto l'omicidio di Benno Ohnesorg da parte dell'ufficiale di polizia Karl-Heinz Kurras e l'uccisione di Georg von Rauch come "omicidio". Wagenbach pronunciò l'elogio funebre per il suo caro amico, l'editore italiano Giangiacomo Feltrinelli, nel marzo 1972. Il 15 maggio 1976 parlò sulla tomba di Ulrike Meinhof.
Dal 1979 al 1999 è stato anche condirettore del Freibeuter, un trimestrale letterario sofisticato e di sinistra con numeri speciali su cultura e politica. Dal 1968 al 1987 ha pubblicato anche lo Squid, un annuario sulla letteratura tedesca, con Michael Krüger, tra gli altri, e dal 1970 al 1978 - principalmente con Wolfgang Dreßen - l'Annuario socialista/Annuario della politica.
Nel 1989 è stato uno dei fondatori di Artikel 19 Verlag, una casa editrice congiunta che ha pubblicato I versi satanici di Salman Rushdie in traduzione tedesca.
Come editore ha pubblicato, tra l'altro: Poesie d'amore di Erich Fried e centinaia di libri dall'Italia e sull'Italia. Ha ricevuto una cattedra onoraria di letteratura tedesca moderna presso la Libera Università di Berlino ed è stato uno specialista di Kafka.  Per molti anni portò con autoironia il titolo onorifico di "vedova vivente più longeva di Kafka" perché, oltre alle sue ricerche, possedeva anche la più grande collezione al mondo di fotografie di Kafka. Nel 2002 ha ceduto la direzione della casa editrice alla moglie Susanne Schüssler. Dal 2010 in poi si è ritirato sempre più dal lavoro di editing presso la casa editrice. Era membro del PEN Center Germany.
Morì nel dicembre 2021 all'età di 91 anni a Berlino. Nell'aprile 2022 fu sepolto nel comune di Torrita di Siena.

## Vita privata
Klaus Wagenbach fu sposato con Katharina Wagenbach-Wolff (con la quale ebbe tre figlie) dal 1954 al 1977 e con Barbara Herzbruch dal 1986 fino alla morte di lei (1991). Nel 1996 si sposó per la terza volta con Susanne Schüssler, che gli diede una figlia. Visse in Savignyplatz a Berlino, e in Toscana.

## Opere
- Franz Kafka: Eine Biographie seiner Jugend, 1883-1912, Bern, Francke, 1958; Nuova ed. ampliata, Berlin, Wagenbach, 2006, ISBN 978-3-8031-3620-6. [Dissertazione accademica all'Università di Francoforte, 1957]
  -  Kafka. Biografia della giovinezza, traduzione di Paolo Corazza, Collana Piccola Biblioteca, Torino, Einaudi, 1972.
- Franz Kafka in Selbstzeugnissen und Bilddokumenten, Reinbek bei Hamburg, Rowohlt, 1964.
  -  Kafka. Descrizione di una battaglia per l'esistenza, traduzione di Ervino Pocar, Collezione i gabbiani, Milano, Il Saggiatore, 1968. - Collana Oscar saggi n.71, Milano, Mondadori, 1981; Collana La piccola cultura, Milano, Il Saggiatore, 2023, ISBN 978-88-428-3255-3.
- Das Atelier: zeitgenössische deutsche Prosa, Frankfurt am Main-Hamburg, Fischer, 1965.
- Eintritt frei. Beiträge zur öffentlichen Meinung, Luchterhand, Darmstadt, 1982, ISBN 978-3-4726-1396-1.
- Franz Kafka. Bilder aus seinem Leben, Wagenbach, Berlin 1983; Nuova ed. ampliata e riveduta, Berlin, 1995, ISBN 978-3-8031-3547-6.
  -  Franz Kafka. Immagini della sua vita, traduzione di Renata Colorni, Milano, Adelphi, 1983, ISBN 978-88-459-0553-7.
- Kafkas Prag: Ein Reiselesebuch Berlin, Wagenbach, 1993, ISBN 978-3-8031-1141-8.
  -  Due passi per Praga insieme a Kafka, traduzione di Cesare De Marchi, Milano, Feltrinelli, 1996, ISBN 88-07-420-75-9.
- Die Freiheit des Verlegers: Erinnerungen, Festreden, Seitenhiebe, Berlin, Wagenbach, 2010.
  -  La libertà dell'editore. Memorie, discorsi, stoccate, traduzione di Natascia Barrale, Collana La nuova diagonale n.98, Palermo, Sellerio, 2013, ISBN 978-88-389-3024-9.
- Der Verlag Klaus Wagenbach. Wie ich hineinkam und wie er zwischen 1965 und 1980 aussah. In: Rita Galli (Hrsg.): Ausgerechnet Bücher.
- Einunddreißig verlegerische Selbstporträts. Ch. Links Verlag, Berlin 1998, ISBN 3-86153-167-4, S. 96–105.